# Guatemaladwerguil
De Guatemaladwerguil (Glaucidium cobanense) is een vogel uit de familie van de uilen.

## Verspreiding en leefgebied
Deze soort komt voor van zuidelijk Mexico tot Guatemala en Honduras.